# Під замком (фільм, 2025)
«Під замком» (англ. Locked) — американський бойовик-трилер режисера Девіда Яровескі з Біллом Скарсгардом і Ентоні Хопкінсом у головних ролях. Це англомовний ремейк аргентинського бойовика 4x4 2019 року.

## Синопсис
Молодий, легковажний викрадач потрапляє в пастку до таємничого соціопата, який має намір навчити його «наслідків» його способу життя.

## Сюжет
Не маючи грошей на ремонт свого фургона, Едді Баррішу не вдається забрати доньку Сару зі школи. У відчаї він краде гаманець механіка, купує лотерейні квитки, марно телефонує, щоб позичити гроші, і шукає незачинені автівки для пограбування. Вибачаючись перед Сарою по телефону, він натрапляє на незачинений розкішний позашляховик Dolus. Едді заходить у машину, щоб знайти цінності, але коли намагається вийти, двері зачиняються, ув’язнюючи його всередині. У багажнику він знаходить гайковий ключ і домкрат, але в паніці бере лише ключ, не подумавши, що домкрат міг би допомогти втекти, і б’є ключем по салону, намагаючись вирватися. У хаосі він травмує руку об раму задніх дверей і стікає кров’ю від болючої рани.
На телефон у машині надходить дзвінок, який Едді ігнорує, намагаючись вибратися і страждаючи від рани. Зрештою він відповідає на дзвінок від Вільяма, власника машини, і його вражають електрошокери, вбудовані в сидіння. Спостерігаючи за Едді через приховані камери, Вільям пояснює, що Dolus — це складна пастка, створена після шести попередніх крадіжок.
Едді дістає пістолет і стріляє в куленепробивне скло, але куля рикошетить у його ногу. Тоновані вікна та звукоізоляція машини не дозволяють перехожим помітити його. Вільям, вимагаючи розмови, розповідає, що він заможний лікар, але Едді, сильно стікаючи кров’ю, втрачає свідомість. Настає ніч, і Едді прокидається з обробленими ранами, але все ще замкнений у машині.
Наступного дня Едді, лаючись, відмовляється слухати Вільяма, який говорить про свою доньку Емму, і той катує його електрошоками, крижаним кондиціонером та йодлем. До вечора Едді вибачається за лайку, і Вільям, дзвонячи з балкона своєї квартири неподалік, припиняє тортури. Хворий на невиліковний рак, Вільям вирішив сам вершити правосуддя. Він пропонує відпустити Едді, якщо той доведе, що крадіжка Dolus — його перший злочин, але піддає його пекельній спеці.
Голодний і зневоднений, Едді видає свою особисту інформацію. Вільям вимикає спеку і вказує на пляшку води. Стерши останній лотерейний квиток, Едді дізнається, що виграв потрібну суму. Він щиро вибачається, і Вільям винагороджує його печивом, схованим у бардачку. Едді помічає, що може дістатися до електросистеми машини під бардачком, поза зоною видимості камер, і починає шукати слабкі дроти ногою.
Наступного дня, у маренні, Едді п’є власну сечу. Увечері він думає, що завів машину, але Вільям розкриває, що керує Dolus дистанційно, відправляючи Едді в шалену поїздку містом. Перервавши двох грабіжників, Вільям ігнорує благання Едді й розчавлює їх позашляховиком. Різка зупинка після гонки змушує Едді знепритомніти.
Прокинувшись наступного дня, Едді дізнається, що Вільям використав його дані, щоб вистежити Сару. Безпомічний, він спостерігає, як Вільям намагається збити її дорогою зі школи. Погрожуючи застрелитися, Едді натискає на курок, але пістолет виявляється незарядженим. Сара врятована, але Едді розбиває камери та дисплей машини, надсилаючи доньці прощальне повідомлення.
Вільям прибуває, щоб завершити покарання, змушує Едді закувати себе в наручники і заряджає пістолет. Дозволивши викурити останню сигарету, Вільям вивозить його за місто, щоб убити і позбутися тіла. Він розкриває, що його доньку Емму вбили під час пограбування, що й спонукало його до цього плану. Едді вдається відключити живлення машини. Позашляховик злітає з дороги, пістолет спрацьовує, і Вільяма поранено.
Едді звільняється і нападає на Вільяма, коли надходить дзвінок від Сари. Обіцяючи забрати її, Едді благає Вільяма відчинити машину, яка вже горить, але той помирає. Пробивши розбите заднє скло, Едді рятується водієм, що проїжджає повз. Він повертається в автомайстерню з виграшем, але ремонт фургона все ще не готовий. Едді купує велосипед для Сари і їде до школи, возз’єднуючись із донькою.

## Акторський склад
| Актор          | Роль        |
| -------------- | ----------- |
| Білл Скашгорд  | Едді Барріш |
| Ентоні Гопкінс | Вільям      |
| Майкл Еклунд   | Карл        |
| Ешлі Картрай   | Сара Барріш |
| Навід Чаркхі   | Баттер      |

## Виробництво
Фільм є ремейком аргентинського бойовика «4X4» з Девідом Яровескі в якості режисера, Ара Кешиш'ян та Петр Якл продюсують під егідою ZQ Entertainment, а Сем Реймі та Зайнаб Азізі — під Raimi Productions. У лютому 2023 року Ентоні Хопкінс і Глен Павелл були залучені до проекту в головних ролях. Пізніше стало відомо, що Пауелла замінив Білл Скарсгард. У лютому 2025 року до акторського складу приєдналися Ешлі Картрайт, Майкл Еклунд і Навід Чаркі.
Основні зйомки відбулися у Ванкувері наприкінці 2023 року.

## Випуск
Фільм був показаний акредитованим покупцям у програмі Industry Selects на Міжнародному кінофестивалі в Торонто 6 вересня 2024 року.
Права на фільм викупила The Avenue та випустила фільм 21 березня 2025 року.